# Bresnica (miasto Vranje)
Bresnica (cyr. Бресница) – wieś w Serbii, w okręgu pczyńskim, w mieście Vranje. W 2011 roku liczyła 381 mieszkańców.